# Молешты (Глодянский район)
Молешты (рум. Molești, Молешть) — село в Глодянском районе Молдавии. Наряду с сёлами Каменка, Брынзены и Бутешты входит в состав коммуны Каменка.

## География
Село расположено на высоте 101 метров над уровнем моря.

## Население
По данным переписи населения 2004 года, в селе Молешть проживает 141 человек (68 мужчин, 73 женщины).
Этнический состав села:
| Национальность | Число жителей | Процентный состав |
| -------------- | ------------- | ----------------- |
| молдаване      | 138           | 97.87             |
| украинцы       | 2             | 1.42              |
| румыны         | 1             | 0.71              |
| Всего          | 141           | 100%              |